# Акутагава, Рюноскэ
Рюноскэ Акутагава (яп. 芥川 龍之介 Акутагава Рю:носукэ, 1 марта 1892, Токио — 24 июля 1927, там же) — японский писатель, классик новой японской литературы. Отец композитора Ясуси Акутагавы и драматурга Хироси Акутагавы. Известен своими рассказами и новеллами. В 1935 году в Японии учреждена литературная Премия имени Рюноскэ Акутагавы.

## Жизнь и творчество

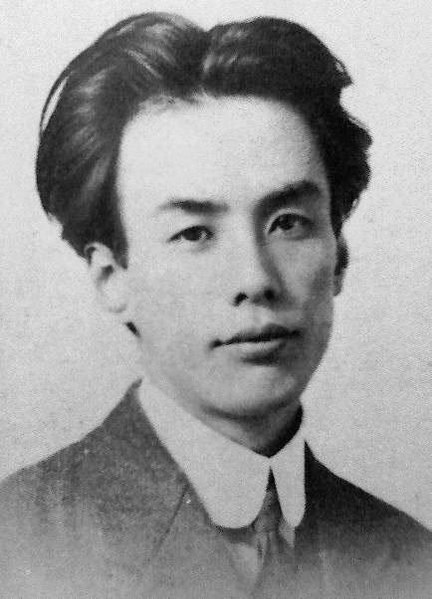
Фото 1922 года

Будущий писатель родился в семье небогатого торговца молоком по имени Тосидзо Ниихара в час Дракона дня Дракона года Дракона, и поэтому был назван Рюноскэ (первый иероглиф, 龍, означает «дракон»). Матери Рюноскэ было уже за 30, а отцу за 40, когда тот появился на свет, что считалось в Японии того времени плохой приметой. Когда Рюноскэ было восемь месяцев, его мать была помещена в психиатрическую лечебницу, после чего он был усыновлён бездетным братом матери Митиаки Акутагавой, чью фамилию впоследствии и принял. Старая интеллигентная семья дяди имела в числе своих предков писателей и учёных, бережно хранила древние культурные традиции. Здесь увлекались средневековой поэзией и старинной живописью, строго соблюдался старинный уклад, построенный на повиновении главе дома.
Учёбу Акутагава начал в престижной Токийской средней школе, где проявил выдающиеся способности в литературе и языках. В 1910 году он поступил на филологический факультет Токийского Императорского университета, где изучал английскую литературу. В университете он познакомился с произведениями европейских и американских писателей, которые оказали значительное влияние на его творчество. Среди его любимых авторов были Уильям Шекспир, Чарльз Диккенс, Эдгар Аллан По и Иоганн Вольфганг фон Гёте.
В 1913 году поступил на отделение английской литературы филологического факультета Токийского университета, где вместе с друзьями издавал литературный журнал «Синситё» («Новое течение»). Там же был опубликован дебютный рассказ «Старик» (1914). Его творчество отмечено ранним успехом. Известность принесли рассказы из жизни средневековой Японии: «Ворота Расёмон» (1915), «Нос» (1916), «Муки ада» (1918) и другие.

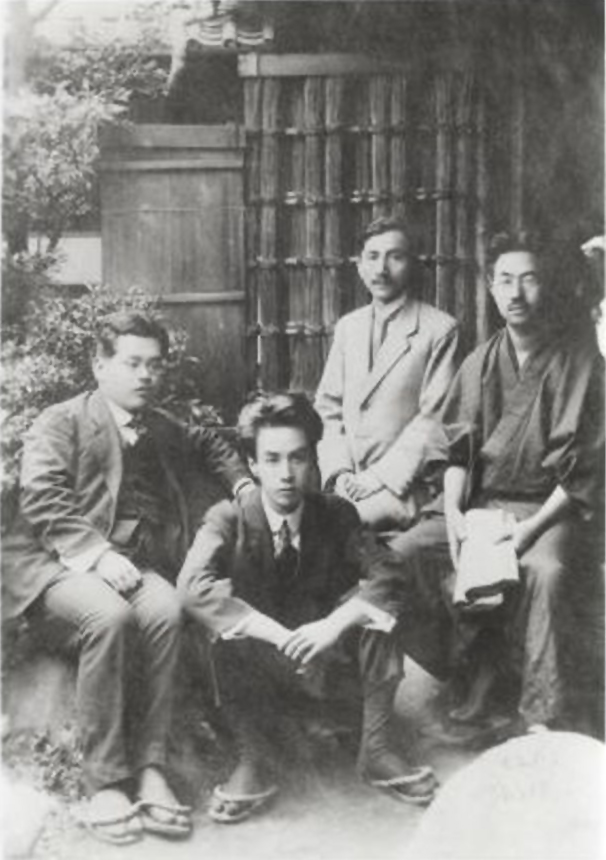
Фото 1919 года. Рюноскэ Акутагава второй слева, самый левый — Кикути Кан

С 1916 года Акутагава преподавал английский язык в Морском механическом училище. В 1919 году поступил на работу в газету «Осака майнити симбун». В качестве специального корреспондента в 1921 году был отправлен на четыре месяца в Китай. Пребывание в Китае не принесло желаемого улучшения телесного и психического здоровья: писатель вернулся усталым и продолжал страдать бессонницей и нервными расстройствами, что передалось по наследству от матери. Тем не менее именно к этому периоду относится написание лучших его произведений, одним из которых стал новаторский рассказ «В чаще» (1922). По утверждению Аркадия Стругацкого, это «поразительное литературное произведение, совершенно уникальное в истории литературы, поднявшее откровенный алогизм до высочайшего художественного уровня». По сюжету, несколько человек рассказывают о преступлении, причём все версии противоречат друг другу.
После публикации рассказа «В чаще» существенно изменяется творческая манера, в результате чего темой произведений становится повседневное и безыскусное, а сам стиль — лаконичным и ясным («Мандарины», «Вагонетка» и др. рассказы). В 1920-х годах Акутагава также обращается к автобиографической прозе. Характерно название одного рассказа — «О себе в те годы». О периоде преподавания он написал в цикле рассказов о Ясукити («Рыбный рынок», «Сочинение», «А-ба-ба-ба-ба» и другие). «Слова пигмея» (1923-26) — собрание афоризмов и эссе на разные темы. В них Акутагава говорит о себе: «У меня нет совести. У меня есть только нервы». В автобиографичных «Зубчатых колёсах» писатель описывает свои галлюцинации. Симпатизировал социализму, победу которого считал неизбежной и к сторонникам которого относил Чарли Чаплина.
Несмотря на успех в литературной карьере, Акутагава страдал от различных психических расстройств (во многом обусловленных боязнью наследования душевной болезни матери) и переживал личные трагедии, что отразилось в его поздних работах. Навязчивые мысли о самоубийстве выражены в предсмертных «Жизни идиота», «Зубчатых колёсах» и «Письме старому другу». После долгих и мучительных раздумий о способе и месте смерти 24 июля 1927 года он покончил с собой, приняв смертельную дозу веронала. В своем прощальном письме он выразил свою усталость от жизни и страдания от душевных недугов.

## Литературный стиль и темы
Произведения Акутагавы отличаются глубоким психологизмом, вниманием к деталям и использованием различных повествовательных приемов. Одним из его любимых приемов был «рассказ в рассказе», который позволял исследовать разные точки зрения на одно и то же событие. Темы морали, человеческой природы и психологии занимают центральное место в его творчестве. Акутагава часто обращался к темам, связанным с внутренними конфликтами, личными амбициями и моральными дилеммами. Одним из наиболее известных произведений является новелла «В чаще» (1922), где события описываются с точки зрения нескольких свидетелей, каждый из которых представляет свою версию истины. 

## Влияние и признание

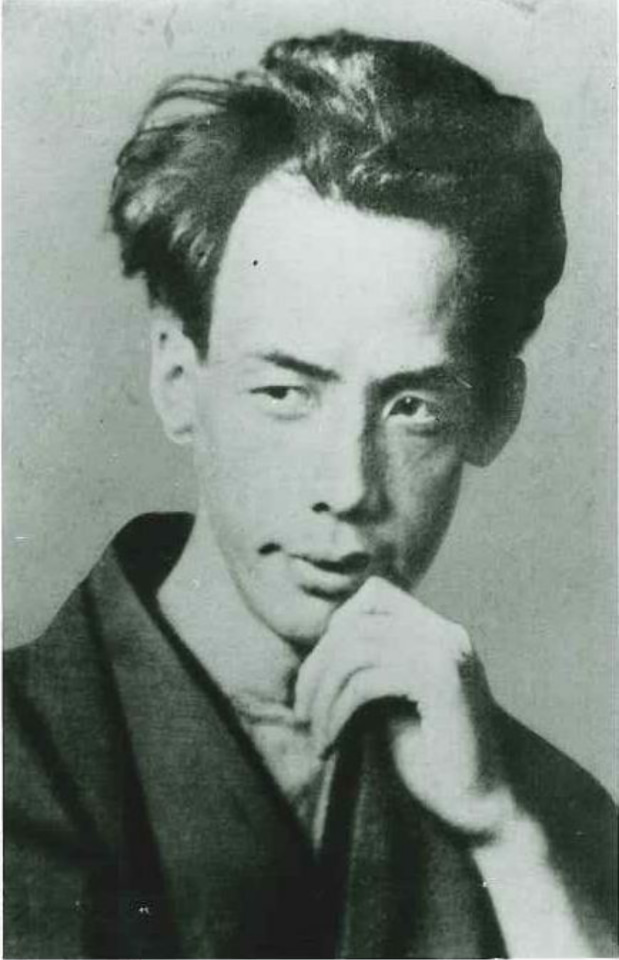
Фото 1927 года

В молодости испытал сильное влияние таких японских авторов эпохи Мэйдзи, как Нацумэ Сосэки и Мори Огай, а также европейской литературы (Мопассан, Франс, Стриндберг, Достоевский). Акутагава хорошо знал европейскую, в том числе русскую литературу. Рассказ «Бататовая каша» был вдохновлён повестью Гоголя «Шинель», «Нос» — одноимённой повестью Гоголя, а рассказ «Сад» — пьесой Чехова «Вишнёвый сад». В рассказе «Вальдшнеп» (1921) главные герои — русские писатели Лев Толстой и Иван Тургенев. Сам Акутагава оказал значительное влияние на развитие японской литературы. Его работы высоко ценились такими современниками, как Нацумэ Сосэки и Дзюнъитиро Танидзаки. После смерти Акутагавы его литературное наследие продолжает оказывать влияние на последующие поколения писателей. В 1935 году, через восемь лет после его смерти, была учреждена Премия Акутагавы, одна из самых престижных литературных наград в Японии. Эта премия присуждается дважды в год за лучшие литературные произведения молодых авторов.
С 1960-х годов произведения Акутагавы широко издаются в СССР и в России. Большинство рассказов известно в переводах Н. И. Фельдман-Конрад, ставших классическими. Отдельные рассказы также переводились в советское время А. Н. Стругацким, В. С. Гривниным, Л. М. Ермаковой, В. Н. Марковой и другими. В 2023 г. издательство АСТ выпустило сборник «Ворота Расёмон» в новом переводе Е. Т. Хузиятовой.
25 сентября 2015 года его именем назван кратер Akutagawa на Меркурии.

## Основные произведения
- «Расёмон» (1915) — один из первых значительных рассказов Акутагавы, который положил начало его литературной карьере. Рассказ основан на древней японской легенде и исследует тему морали и выживания.
- «В чаще» (1922) — новелла, ставшая классикой японской литературы, исследующая относительность истины через разные рассказы очевидцев одного и того же события. Этот рассказ был адаптирован в фильм Акиры Куросавы «Расёмон», который получил международное признание.
- «Нос» (1916) — рассказ, исследующий тему человеческой тщеславности и восприятия себя. Главный герой, священник Дзэнти, страдает из-за своего большого носа и пытается его уменьшить.
- «Мандарины» (1919) — повествование о встрече с девушкой в поезде, отражающее простые человеческие эмоции и переживания. Рассказ показывает, как маленькие жесты и доброта могут изменить восприятие мира.
- «Паутинка» (1918) — рассказ о грешнике Кандате, которому Будда дает шанс спастись, спустив ему паутинку из рая. Этот рассказ является аллегорией на тему искупления и моральных выборов.
- «Муки ада» (1918) — история о художнике Ёсихидэ, который создает шедевр, запечатлев муки ада. Рассказ исследует тему искусства и страдания.
- «Текстура хлопка» (1922) — новелла о молодом человеке, который возвращается в родную деревню и сталкивается с переменами, произошедшими в его отсутствие.

## Литературное наследие
Акутагава считается мастером короткой формы рассказа. Его произведения изучаются в школах и университетах Японии, а также переводятся на многие языки мира. Его литературный стиль и подход к сюжетам остаются образцом для многих писателей. Влияние Акутагавы можно увидеть в работах как японских, так и зарубежных авторов.

## Экранизации
- По мотивам новеллы «В чаще»:
  - «Расёмон» (яп. 羅生門, 1950), режиссёр Акира Куросава
  - «Железный лабиринт» (англ. Iron Maze, 1991), режиссёр Хироаки Ёсида
  - «В роще» (яп. 籔の中, 1996), режиссёр Хисаясу Сато
  - «MISTY» (1997), режиссёр Кэнки Саэгуса
  - «Мешок без дна» (2017) — реж. Рустам Хамдамов[6]
  - «Японский Бог» (2019) — реж. Александр Басов
- По мотивам новеллы «Нанкинский Христос»:
  - «Нанкинский Христос» (кит. 南京的基督, 1995), режиссёр Тони Ау
- По мотивам новеллы «Ведьма»:
  - «Ведьма» (яп. 妖婆, 1976), режиссёр Тадаси Имаи
- Одиннадцатый эпизод аниме-сериала «Aoi Bungaku» (2009) представляет собой экранизацию рассказа «Паутинка»
- В двенадцатом эпизоде «Aoi Bungaku» авторы сериала экранизировали «Муки Ада» («Главу Ада») Акутагавы.

## Издания на русском языке
- Ворота Расемон. Рассказы. — Л., «Художественная литература», 1936
- Новеллы. — М., ГИХЛ, 1959
- В стране водяных. Повесть. — М., «Художественная литература», 1962
- Избранное в 2 томах. — М., «Художественная литература», 1971
- Новеллы. — М., «Художественная литература», 1974, то же, 1989
- Избранное. — М., «Художественная литература», 1979
- Новеллы. Эссе. Миниатюры. — М., «Художественная литература», 1985
- Паутинка. Новеллы. — М., «Правда», 1987
- Слова пигмея. — М., «Прогресс», 1992
- В стране водяных. — М., «Букос», 1995
- Избранное. — СПб., «Corvus»,1995
- Новеллы. — Омск, «Диалог-Сибирь», 1996
- Собрание сочинений в 4 томах. — Рига, «Полярис», 1998
- Семнадцать новелл. — СПб., «Амфора», 2000
- Беседа с Богом странствий. — СПб., «Азбука», 2000
- Собрание сочинений в 3 томах. — СПб., «Азбука», 2001
- Ворота Расемон. — М., «Эксмо», 2001
- Избранное. — М., «Звонница», 2001
- Ад одиночества. — М., «Олма-Пресс», 2005
- Усмешка Богов. — СПб., «Азбука», 2005
- Ворота Расемон. — М., «Эксмо», 2006, то же, 2008
- Ворота Расёмон. Новеллы. - в серии Библиотека всемирной литературы. М. "Эксмо". 2008
- Малое собрание сочинений. — СПб., «Азбука», 2010
- Ворота Расемон. — М., «Издательство АСТ», 2023 (новый перевод)
- Парк Асакуса. - СПб., Icebook, 2025